# Piano Concerto No. 10 (Mozart)

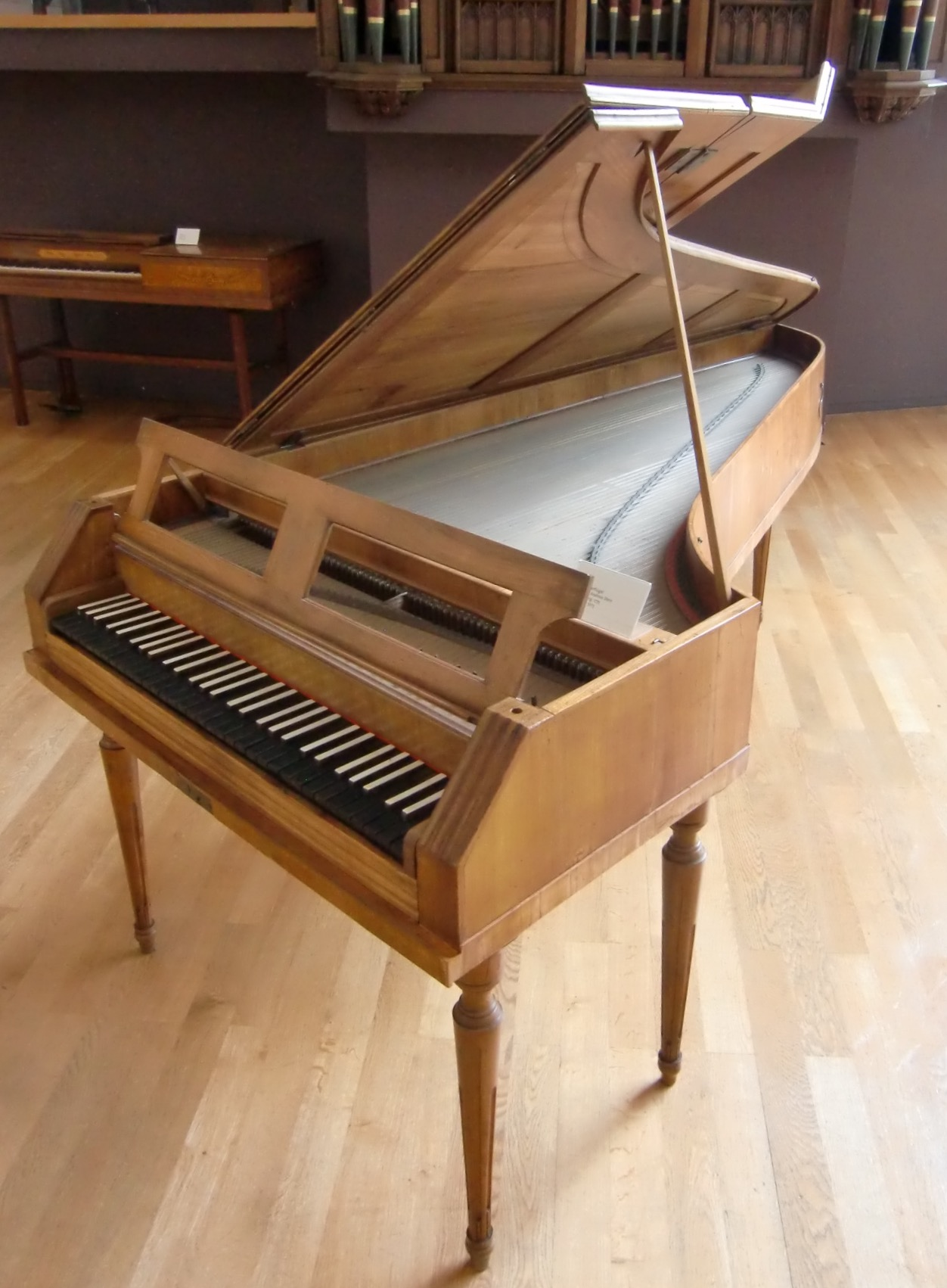
Piano Concerto No

Concerto cho piano số 10, cung Mi giáng trưởng, K. 365 là bản concerto dành cho hai piano của nhà soạn nhạc người Áo Wolfgang Amadeus Mozart. Người ta không biết ông hoàn thành tác phẩm vào thời điểm nào, nhưng Alan Tyson đã chỉ ra rằng phần cadenza (phần cuối) của chương 1 và chương 3 được Mozart và người cha Leopold Mozart của mình viết trong một tập giấy được sử dụng trong khoảng thời gian từ tháng 8 năm 1775 đến tháng 1 năm 1777. Tác phẩm được viết, theo nhiều người tin tưởng, là để Mozart chơi đàn cùng người chị Maria Anna Mozart. Tác phẩm gồm có 3 chương:
- Allegro
- Andante cung Rê giáng trưởng
- Rondo

Đây là một bản concerto vô cùng rực rỡ. 